# Porta Carmentale
La Porta Carmentalis si apriva nella valle tra le alture del Campidoglio e del Palatino, nei pressi di quello che ancora oggi si chiama Vico Giugario.

## Etimologia
Nell'ottavo libro dell'Eneide Virgilio racconta del re Evandro che, accompagnando Enea nei luoghi dove sarebbe sorta la città di Roma, gli mostra l'altare dedicato alla ninfa Carmenta, presso il quale sarà poi costruita la porta.

## Storia
Originariamente era una porta sacra per l'accesso al Campidoglio , successivamente fu indicata come Porta Scellerata perché considerata di malaugurio dai romani se percorsa in direzione verso l'uscita, perché da essa vi passarono i Fabii prima di affrontare i Veienti in quella che sarebbe stata la disfatta del Crèmera.
Tito Livio  in Ab Urbe condita libri racconta come tutti i trecento membri i maschi eccetto uno, della famiglia dei Fabii (che si era assunta, da sola, l'onere dell'intero sforzo bellico), partiti dalla casa che si trovava nei pressi dell'attuale via delle Quattro Fontane, scesero dal Quirinale, costeggiarono il Campidoglio e, passando appunto sotto l'arcata destra della porta, si avviarono, superato il Pons Sublicius, ad affrontare il nemico, ma furono sorpresi in un'imboscata presso il fiume Crèmera e massacrati.
Prima di questo episodio, la porta Carmentalis era legata alla presa del Campidoglio da parte dei Sabini guidati da Appio Erdonio, che poterono salire sul colle, avendo trovata aperta la Porta.
L'episodio destò tale emozione, anche nei secoli successivi, che la superstizione popolare produsse nel tempo l'abbinamento tra il massacro ed il passaggio sotto la Porta Carmentalis.
Già in epoca augustea la Carmentalis era considerata come un monumento dell'antichità, avendo perso sia la caratteristica di passaggio dalla campagna alla città, che si era ormai espansa ben oltre le mura serviane, sia la funzione di baluardo militare, che del resto non aveva mai avuto.

## Ubicazione
Per gli studiosi moderni è poco chiaro e fonte di qualche confusione il motivo per il quale potessero convivere, a pochissima distanza tra di loro, la Porta Carmentalis e la Porta Flumentana, che avevano la stessa funzione di accesso verso il Campidoglio dalla zona del Foro Boario e dal Pons Sublicius.